# Palais des congrès de Paris
Palais des congrès de Paris este un centru de afaceri, congrese și expoziții al capitalei, situat în Porte Maillot, în arondismentul 17 al Parisului, la granița dintre Paris, Bois de Boulogne și Neuilly-sur-Seine. Palais des Congrès face parte din același complex ca un zgârie-nori, Hotelul Hyatt Regency Paris Étoile.
Palatul Congresului este, mai presus de toate, așa cum sugerează și numele său, un important centru comercial cu săli, magazine, restaurante, săli de ședințe și spații expoziționale.